# Ida Hahn-Hahn
La comtessa Ida von Hahn-Hahn (en alemany: Ida Gräfin von Hahn-Hahn; 22 de juny de 1805 - 12 de gener de 1880) fou una escriptora alemanya.

## Biografia
Ida nasqué a Tressow, al ducat de Mecklenburg-Schwerin. Era filla del comte Karl Friedrich von Hahn (1782-1857), conegut pel seu desmesurat entusiasme per les produccions teatrals, la qual cosa el dugué a malbaratar pràcticament tota la fortuna familiar. En la seua vellesa, seguia obstinat a dirigir una companyia de teatre de províncies, i morí en la pobresa. Karl, al seu torn, era fill de Friedrich Graf von Hahn (1742-1805), un acabalat terratinent que fou conegut com a filòsof i astrònom.
Al 1826, Ida es casà amb el seu cosí Friedrich Wilhelm Adolph Graf von Hahn, a qui deu el seu cognom repetit. Amb ell fou molt infeliç, i al 1829, fins i tot abans del naixement de la seua filla Antonie Gräfin von Hahn (1829-1856), que patí discapacitat mental, demanà el divorci a causa de la vida irregular del seu marit. L'existència d'un segon nen, fill del seu soci i company de viatge, el baró Adolf Bystram, presumptament nascut al 1830 i, com la seua filla, posat a cura d'assistents professionals, no s'ha pogut constatar.
Els viatges de la comtessa li inspiraren alguns volums de poesia, i al 1838 s'inicia com a novel·lista amb el relat Aus der Gesellschaft, un títol que mantingué en les novel·les subsegüents, convertides en una sèrie. El llibre original fou rebatejat com Ilda Schönholm.

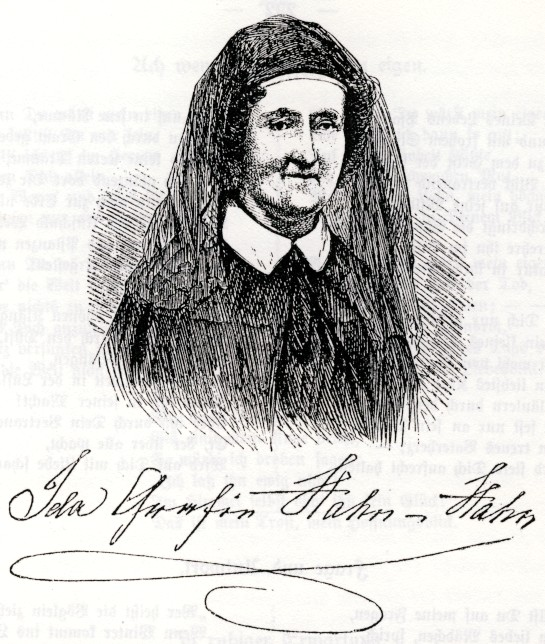
Ida, comtessa von Hahn-Hahn

Durant anys, la comtessa continuà escrivint novel·les amb una certa semblança subjectiva a les de George Sand, però menys hostil contra les institucions socials, i tractant quasi exclusivament sobre la societat aristocràtica. Aquesta tendència, a la llarga la portà a ser víctima d'un despietat retrat, en què l'escriptora Fanny Lewald la ridiculitzava en una paròdia del seu estil titulada Diogena. Roman von Iduna Gräfin H..-H.. (1847). Aquest fet, unit a la mort d'Adolf Bystram al 1849 i a la Revolució de 1848 sembla que la induirien a abraçar la religió catòlica al 1850. Justificà aquest pas en un polèmic treball, titulat Von Babilònia nach Jerusalem (1851), que suscità l'enèrgica resposta d'Heinrich Abeken i d'altres pensadors.
El novembre de 1852 es retirà al convent du Bon-Pasteur a Angers, França, que abandonà al febrer de 1853, i establí la residència a Magúncia. Allí fundà el convent Vom Guten Hirten al costat de l'església de Sant Esteve a Mainz amb el suport del bisbe Ketteler, on visqué des de 1854 fins a la seua mort. Treballà per remeiar la marginació de les dones en la religió catòlica, però mai s'hi ordenà, i continuà amb els treballs literaris: Bilder aus der Geschichte der Kirche (3 vols., 1856–64), Pelegrina (1864) i Eudoxia (1868).

## Escrits
Durant molts anys, les seues novel·les foren els relats de ficció més populars en cercles aristocràtics; moltes de les seues publicacions més tardanes, però, passaren inadvertides com a mers manifests religiosos. Ulrich i Gräfin Faustine, tots dos publicats al 1841, marquen la culminació de la seua popularitat; tot i que Sigismund Forster (1843), Cecil (1844), Sibylle (1846) i Maria Regina (1860) també tingueren una considerable difusió.
Els papers pòstums d'Ida Hahn-Hahn inclouen al voltant de 730 peces autògrafes: al voltant de 520 cartes escrites per ella i més de 180 de rebudes, així com manuscrits de llibres i de poesia. Des de 2007, són part de l'Arxiu Literari Fritz Reuter d'Hans-Joachim Griephan a Berlín. Els fons inclouen la correspondència, de 1844 i 1845, amb el príncep Hermann von Pückler-Muskau.
La seua obra completa, titulada Gesammelte Werke, amb una introducció d'Otto von Schaching, es publicà en dues sèries, amb 45 volums en total (Regensburg, 1903–1904).